# Jemima Blackburn
Jemima Blackburn (Edimburgo, 1 de mayo de 1823 - Roshven, 9 de agosto de 1909), nacida como Jemima Wedderburn, fue una ilustradora, pintora y ornitóloga escocesa, cuyas obras retrataron la vida rural en la Escocia del siglo XIX, la naturaleza de las Highlands e incluso algunas escenas fantásticas de fábulas infantiles. Logró un amplio reconocimiento bajo las iniciales JB o por su apellido de casada Blackburn.

## Biografía
Jemima Blackburn era hija de James Wedderburn, un alto funcionario de la justicia de Escocia, y de Isabella Clerk, de una renombrada familia de larga tradición escocesa. Por parte de madre era prima hermana del gran científico James Clerk Maxwell, a quien enseñó a dibujar.
Desde muy pequeña fue alentada a dibujar y, en una visita a Londres, con tan solo doce años, el pintor Edwin Henry Landseer le dijo que no podía enseñarle nada más sobre cómo dibujar animales. Jemima fue amiga y discípula de John Ruskin y Sir Edwin Landseer, quienes elogiaron su trabajo, así como la escritora e ilustradora Beatrix Potter, admiradora incondicional de la obra de Blackburn. En 1848 ya tenía una pintura colgada en la Royal Academy of Arts y al año siguiente se casó con Hugh Blackburn, recientemente nombrado catedrático de matemáticas en la Universidad de Edimburgo y al que conocía y amaba desde la infancia.
Una de las ilustradoras más populares de la Gran Bretaña victoriana, entre 1857 y 1858 participó en una exposición de pintores británicos en Estados Unidos (Nueva York, Filadelfia y Boston) y también en la exposición londinense de mujeres artistas. A lo largo de su vida ilustró 27 libros, siendo la mayoría de las ilustraciones a acuarela, aunque algunas de las primeras pinturas incluían a menudo algunos trazos al óleo. También practicó la técnica del collage, en los que recortaba el contorno de un pájaro y lo transfería a un fondo diferente, de manera similar a John James Audubon.
En 1855, el matrimonio compró una casa, Roshven House, en un lugar bastante aislado de las Tierras Altas de Escocia. Las estancias en esta propiedad le permitieron desarrollar sus aficiones ornitológicas que, combinadas con su habilidad en el dibujo, le permitieron publicar en 1862 y 1868 los dos volúmenes de Birds Drawn from Nature, un extenso catálogo de pájaros, cuya primera copia fue regalada a la Sociedad Zoológica de Londres. En 1895 publicó Births from Moidart and Elsewhere.
Sus dotes como observadora de los pájaros y su habilidad en el dibujo la hacían ser muy meticulosa en sus representaciones, y al mismo tiempo la hicieron entrar en polémicas con el ornitólogo John Gould y con Charles Darwin. Hacia el final de su vida, empezó a escribir unas memorias que no llegaron a publicarse hasta mucho más tarde. Murió en su casa de Roshven House unos meses antes que su marido.

## Galería

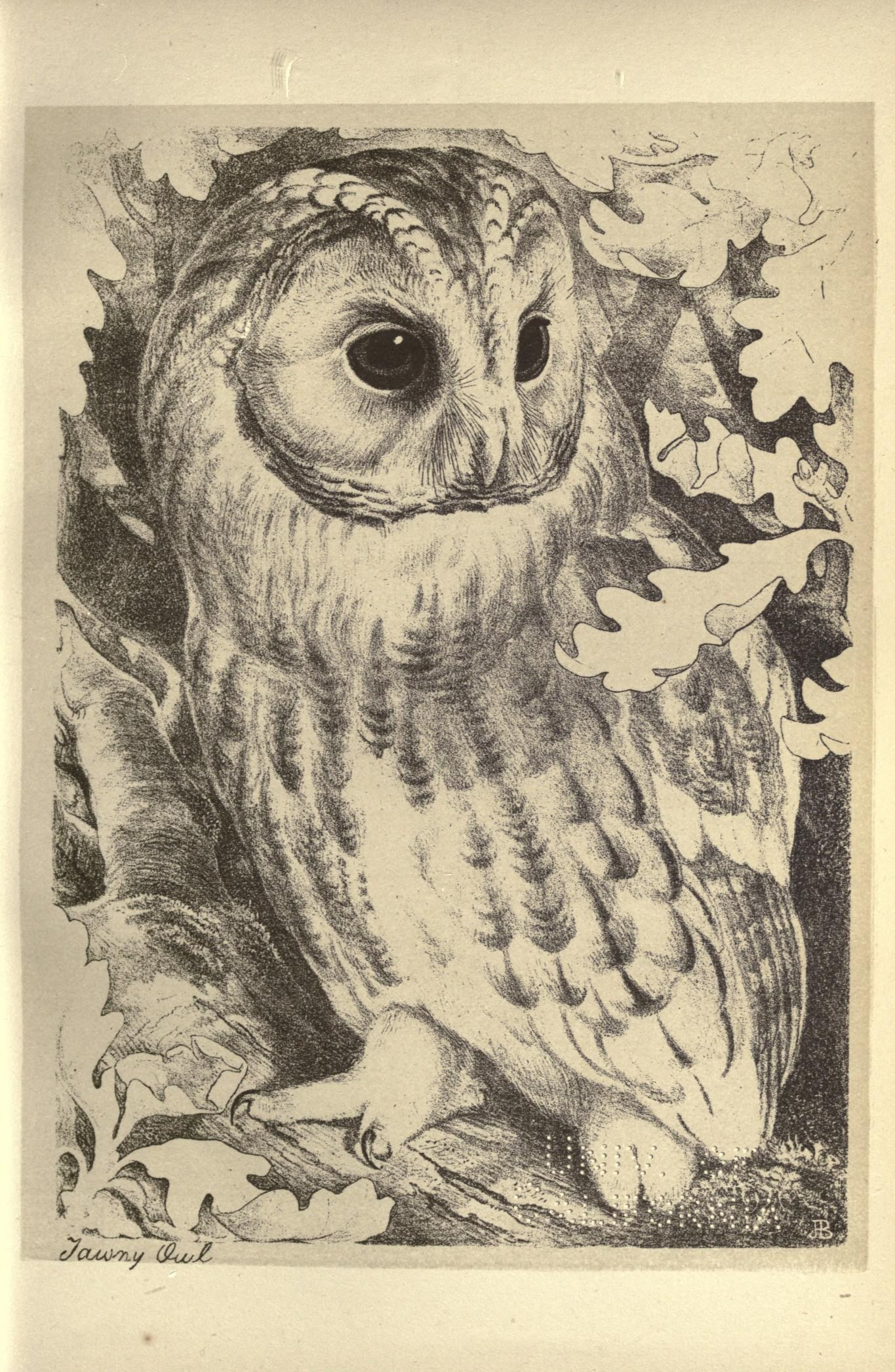
"Tawny owl", lámina 12 de Birds from Moidart and elsewhere (1895).
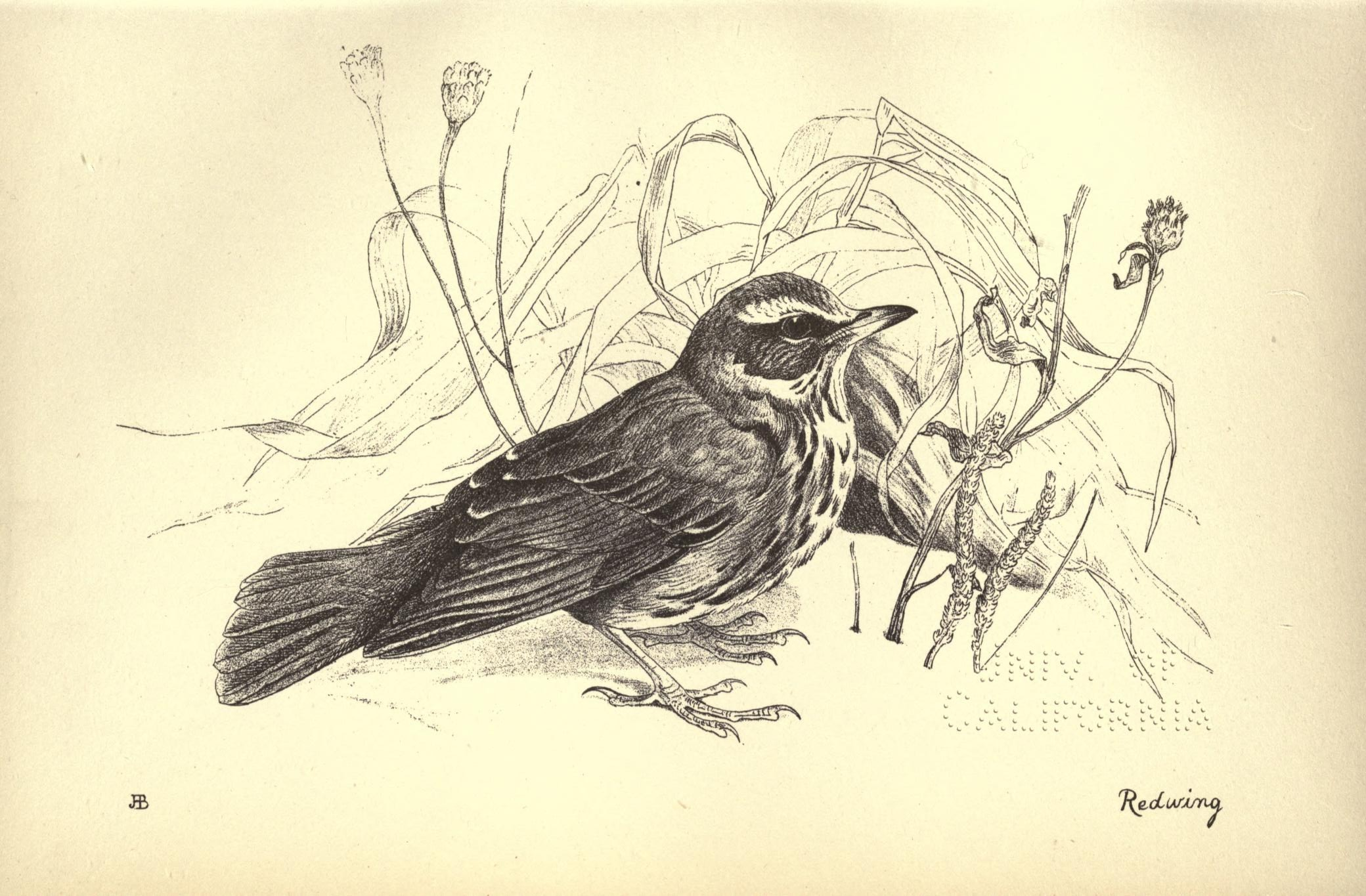
"Redwing", lámina 19 de Birds from Moidart and elsewhere (1895).
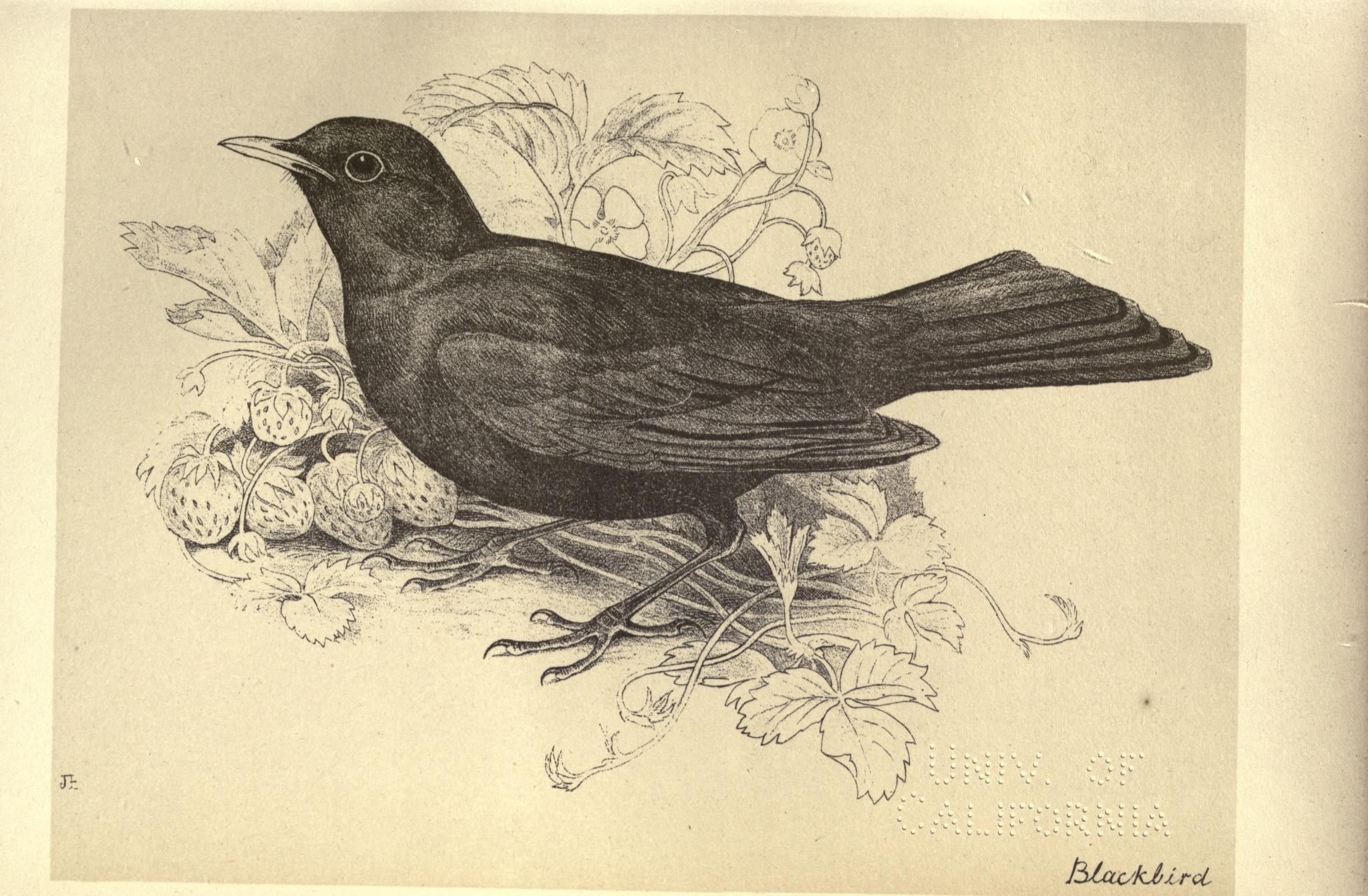
"Blackbird", lámina 20 de Birds from Moidart and elsewhere (1895).
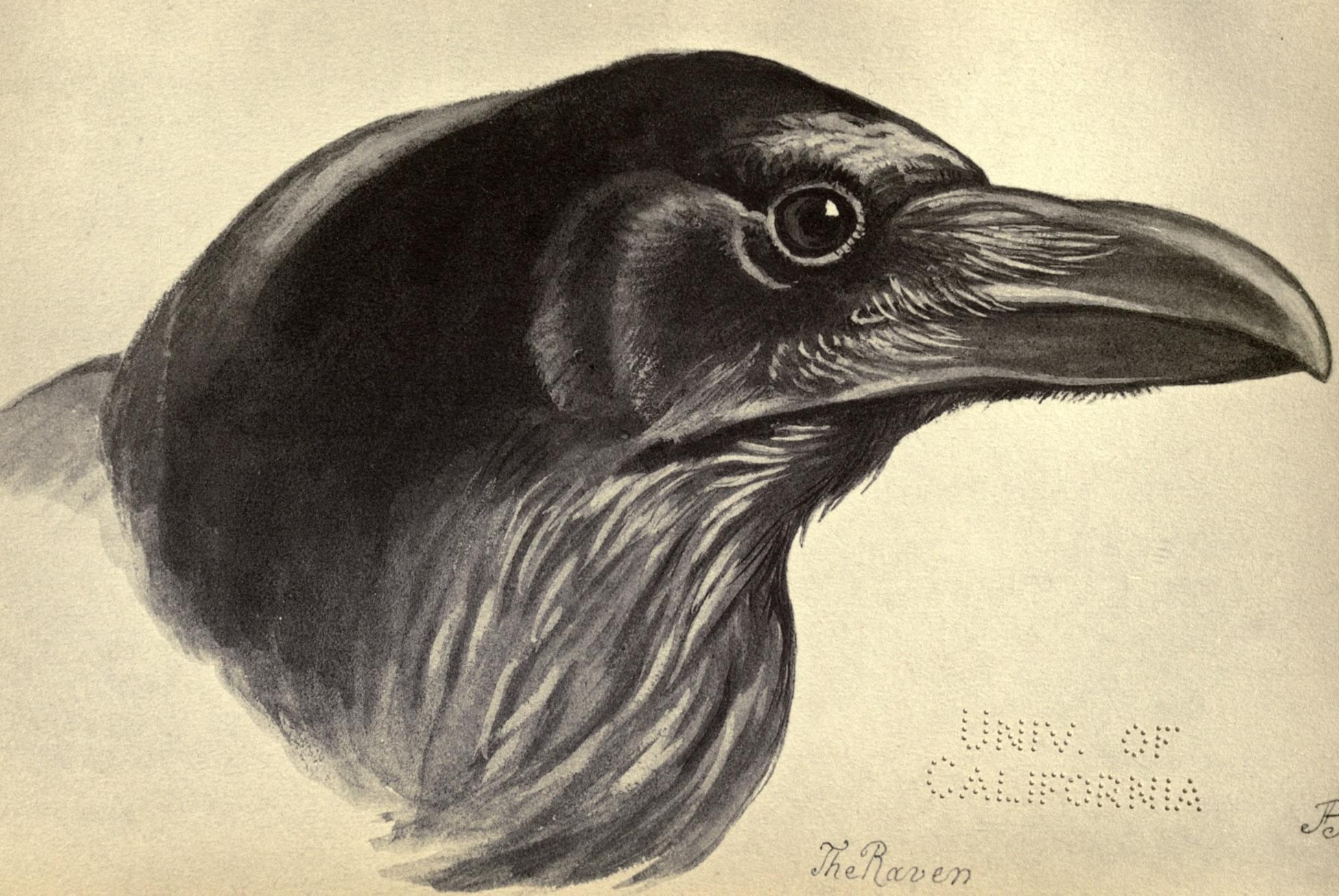
"The raven", lámina 47 de Birds from Moidart and elsewhere (1895).